# Morfofonologie
În lingvistică, morfofonologia este o ramură al cărei domeniu este o zonă de interferență a morfologiei cu fonologia. Studiază factorii fonologici care afectează morfemele sau, în mod corespunzător, factorii gramaticali care afectează fonemele. În acest domeniu intră alcătuirea fonologică a morfemelor, diferențele fonologice dintre variantele morfemelor și schimbările fonologice din zona de contact a două morfeme.

## Fenomene morfofonologice
Fenomenele morfofonologice dau naștere la o categorie de alomorfe, adică la variante morfofonologice. Pot avea alomorfe fonologice atât rădăcinile, cât și afixele.

### În rădăcini
În interiorul morfemelor rădăcină pot avea loc alternanțe vocalice sau/și consonantice. Pe de o parte există alternanțe independente, adică neasociate cu adăugarea vreunui afix, care exprimă prin ele însele categorii gramaticale. Sunt specifice mai ales limbilor flexionare, fenomenul numindu-se flexiune internă. Pe de altă parte există alternanțe asociate cu adăugare de afix, unele putând fi provocate chiar de acesta.
Alternanțele independente sunt frecvente în limbile semitice, de exemplu în arabă: kitab „carte” ~ katib „scrib, scriitor”. Există și în unele limbi indoeuropene, dar ca neregularități:
- en  sing „a cânta” ~ sang (trecut simplu) ~ sung (participiu trecut) ~ song „cântec”[4], foot „picior” ~ feet „picioare”[5];
- fr  il/elle peut „(el/ea) poate” ~ il/elle put „(el/ea) putu”, il/elle sait „(el/ea) știe” ~ il/elle sut „(el/ea) știu”[6];
- es  hace „face” ~ hice „(eu) am făcut”[7].

În limbile indoeuropene și în alte limbi sunt mai frecvente alternanțele asociate cu adăugare de afix, mai ales sufix.
În română există:
- alternanțe vocalice: fată ~ fete, fac ~ făcut, negru ~ neagră, măr ~ meri, tânăr ~ tineri, scot ~ scoate;
- alternanțe consonantice: pot ~ poți, brad ~ brazi, urs ~ urși, plec ~ pleci ([k]/[t͡ʃ]), muscă ~ muște;
- alternanțe vocalice și consonantice concomitente: carte ~ cărți, toți ~ tuturor.

În alte limbi sunt de asemenea alternanțe ca în română, dar și alte feluri de alternanțe:
- alternanțe vocalice: la  facio „(eu) fac” ~ feci „făcui” ~ efficio „(eu) îndeplinesc”[9], de  Haus „casă” ~ Häuser „case” ~ Häuschen „căsuță”[10], fr  répéter „a repeta” ~ il/elle répète „(el/ea) repetă”[6];
- alternanțe consonantice: fr  neuf „nou” ~ neuve „nouă”[6], sr  Srbija „Serbia” / srpski „sârbesc”[11];
- alternanțe consoană ~ lipsă de sunet: fr  ils/elles battent „ei/ele bat” ~ il/elle bat „el/ea bate”, étudiante „studentă” ~ étudiant „student” (t final nu se pronunță în aceste cuvinte)[12];
- alternanțe vocală ~ lipsă de sunet: hu  bokor „tufă” ~ bokrok „tufe”[13], sr  borac „luptător” ~ borcu „luptătorului”[14];
- alternanțe vocală ~ consoană: sr  beo „alb” ~ bela „albă”, pepeo „cenușă” ~ pepela „al/a/ai/ale cenușii”[15];
- alternanțe variantă lungă ~ variantă scurtă a aceleiași vocale: hu  víz „apă” ~ vizek „ape”, agónia „agonie” ~ agonizál „agonizează”[16].

### În sufixe
Uneori sufixul este cel care se adaptează fonologic la rădăcină. Este de exemplu cazul armoniei vocalice prezente în unele limbi, precum cele fino-ugrice (maghiara, finlandeza, estona etc.) și cele turcice (turcă, kazahă etc.). Principiul ei constă în existența unor variante de sufix diferite prin vocala lor, alese în funcție de categoria din care fac parte toate vocalele sau una din vocalele celorlalte morfeme ale cuvântului. De exemplu, în limbile maghiară, finlandeză și turcă, categoriile de vocale care se iau în seamă în primul rând sunt cele anterioare și cele posterioare, existând diverse reguli de armonizare, precum și excepții de la acestea. Exemple:
- În maghiară, desinența cazului dativ, bunăoară, are variantele -nek (cu vocală anterioară) și -nak (cu vocală posterioară). Prima se poate adăuga unui cuvânt ca ember „om”, dând embernek „omului”, a doua unui cuvânt ca anya „mamă”, rezultând anyának „mamei”[18].

- În finlandeză, un exemplu de aplicare a regulii armoniei vocalice este cu desinența care corespunde prepoziției „în” din română. Aceasta are variantele -ssä (cu vocală anterioară) și -ssa (cu vocală posterioară), prin urmare: metsä „pădure” → metsässä „în pădure”, talo „casă” → talossa „în casă”[17].

- În turcă, pluralul, de pildă, formându-se cu sufixul având variantele -ler și -lar, cel al următoarelor cuvinte este: ev „casă” → evler „case”, at „cal” → atlar „cai”[19].

Un exemplu de fenomen morfofonologic la contactul dintre două morfeme este în maghiară asimilarea consoanei inițiale a sufixului -val/-vel corespunzător prepoziției „cu” din română, de către consoana finală a morfemului dinaintea sa: láb „picior” + -val → lábbal, kéz „mână” + -vel → kézzel, dal „cântec” + -val → dallal etc.
În limba engleză se produc de asemenea variante de sufixe în urma asimilării, nemarcate în scris, de pildă:
- la forma de plural a unor substantive: /s/ (cats „pisici”) ~ /z/ (dogs „câine”) ~ /ɪz/ (horses „cai”);
- la forma de trecut simplu a unor verbe: /d/ (stayed „rămas”) ~ /t/ (heaped „îngrămădit”).